# Mr. Fuji
Harry Fujiwara, bedre kendt under ringnavnet Mr. Fuji (4. maj 1935 - 28. august 2016) var en wrestler og manager. Han ville som manager ofte smide salt i øjnene på modstanderen. Selvom han på tv blev beskrevet som japaner, var han faktisk japansk-amerikaner og er født på Hawaii. 
Han startede sin karriere i 1964, og i 1972 skrev han kontrakt med World Wide Wrestling Federation (i dag World Wrestling Entertainment). Han arbejdede for organisationen i størstedelen af sin karriere, indtil han trak sig tilbage fra wrestling i 1996. Han blev indsat i WWE Hall of Fame i 2007. 